# Bell 201
Bell 201 (tên định danh quân sự XH-13F) là một chiếc Model 47G được biến đổi, máy bay trực thăng Bell đầu tiên sử dụng động cơ turbine. Bell 201 được chế tạo nhằm thử nghiệm các tính năng cho chiếc XH-40 mới, đây là mẫu thử nghiệm của công ty Bell Helicopter cho chiếc UH-1 Iroquois.
Bell 201 sử dụng một động cơ turboshaft Continental CAE XT51-T-3 tạo ra 425 shp (317 kW), một phiên bản được cấp phép phát triển của Turbomeca Artouste. Chiếc 201 bay lần đầu vào ngày 20 tháng 10 năm 1954, hoàn thành chuyến bay thử nghiệm đầu tiên và được chuyển giao cho Lục quân Hoa Kỳ vào tháng 4 năm 1955 cho các cuộc thử nghiệm tiếp theo.

## Specifications
Dữ liệu lấy từ International Directory of Civil Aircraft
Đặc tính tổng quát
- Kíp lái: 1 or 2
- Sức chứa: 1 passenger
- Chiều dài: 31 ft 7 in (9,63 m)
- Sải cánh: 37 ft 2 in (11,33 m)
- Chiều cao: 9 ft 3 in (2,82 m)
- Động cơ: 1 × Continental XT51-T-3 turboshaft, 425 hp (317 kW)
- Đường kính rô-to chính:    37 ft 2 in (11,33 m)
- Diện tích rô-to chính: 1,085 foot vuông (0,1008 m2)

Hiệu suất bay